# Veleposlaništvo Republike Slovenije v Romuniji
Veleposlaništvo Republike Slovenije v Romuniji (uradni naziv Veleposlaništvo Republike Slovenije Bukarešta, Romunija) je diplomatsko-konzularno predstavništvo (veleposlaništvo) Republike Slovenije s sedežem v Bukarešti (Romunija).
Trenutni veleposlanik je Robert Kokalj.

## Veleposlaniki
- Robert Kokalj (2023-danes)
- Lea Stančič (2019-2023)
- Mihael Zupančič (2015-2019)[1]
- Jadranka Šturm Kocjan (2011-2015)